# Srebrzyszcze
Srebrzyszcze, do 1970 Serebryszcze – wieś w Polsce położona w województwie lubelskim, w powiecie chełmskim, w gminie Chełm.
Szierebriscze były wsią starostwa chełmskiego w 1570 roku. W latach 1975–1998 miejscowość administracyjnie należała do województwa chełmskiego.
Wieś jest sołectwem w gminie Chełm. Według Narodowego Spisu Powszechnego z roku 2011 wieś liczyła 890 mieszkańców i była trzecią co do liczby ludności miejscowością gminy.

## Części wsi
| SIMC    | Nazwa   | Rodza     |
| ------- | ------- | --------- |
| 0101534 | Antonin | część wsi |

## Historia wsi Srebrzyszcze
Serebryszcze wzmiankowana od 1405 w dokumentach mówiących o granicy dóbr serebryskich – gnieździe rodowym Serebryskich, których pierwszym przedstawicielem był Godzała, wojewoda chełmski. 11 listopada 1464 Bogdan Serebryski otrzymuje przywilej na przeniesienie wsi z prawa polskiego na magdeburskie. W II połowie XVII wieku istniał tu na wzgórzu dwór obronny Serebryskich, otoczony fosą. Posesorami królewskiej części Serebryszcz (oraz Rudy Wyżnej i Niżnej) byli, między innymi, Jan Krzywczycki, Stanisław Krasiński, Jakub Kwiatkowski i Kazimierz Chrząstkowski. Część wsi posiadał w 1675 Wojciech Serebryski. Właścicielami połowy dworu byli w 1691 Serebryscy, a połowy Krasińscy. W 1702 dwór Węglińskiego, leżący z drugiej strony wsi, przejął Jan Serebryski. W latach 1714–1751 właścicielami części wsi byli Jasieńscy, a w 1739 Jerzy Serebryski.
W 1739 roku dobra te kupił Józef Łopuski h. Ślepowron, miecznik chełmski, który rozbudował dwór według projektu Pawła Antoniego Fontany. Potem właścicielami Serebryszcz byli synowie miecznika, Kajetan i Antoni Łopuscy. W 1799 wdowa po Kajetanie, Eufrozyna z Suchodolskich, przekazał dobra serebryskie siostrze zmarłego, Eufrozynie z Łopuskich Horeckiej. Eufrozyna i Teodor Horeccy posiadali Srebrzyszce do 1811, kiedy to dobra zostały sprzedane byłemu podkomorzemu chełmskiemu Franciszkowi Kunickiemu, właścicielowi Kamienia, Czułczyc i Łowczy. W 1819 Kunicki sprzedał majątek za 404 000 zł baronowi Antoniemu Grothusowi, majorowi wojska polskiego i dziedzicowi Pławnic.
W 1824 właścicielką majątku została teściowa majora, Justyna z Grabowskich Sokołowska. W 1870 przeszedł on na własność Klemensa Lechnickiego h. Zadora (powstańca styczniowego) – wieś była posagiem jego żony Karoliny Zawadzkiej. W czasach międzywojennych właścicielem był poseł Felicjan Lechnicki.
Kilka dni po 17 września 1939 roku majątek zajęli czerwonoarmiści, którzy natychmiast wprowadzili swoje porządki: mieszkańcy pałacu zostali ograbieni z biżuterii i zapasów żywności, a dotychczasowego właściciela żołdacy przywiązali do psiej budy (pod osłoną nocy miejscowi chłopi odwiązali go, przebrali i wyprawili w podróż). Z ciekawością oglądali różne wynalazki: maszynę do pisania, przezrocza. Sowieci próbowali podburzać miejscowych chłopów do zlinczowania „panów”, ale ci wcale do tego się nie kwapili, mając w pamięci dobre traktowanie przez panią Lechnicką. Żołdacy zorganizowali więc upokarzające widowisko: nakazali dać mieszkańcom pałacu na kolację kaszę bez omasty i kwaśne mleko, by jedli to samo co chłopi, i spędzili wieśniaków, aby to oglądali. Barbara Zakrzewska, córka lekarza i polityka Leona Surzyńskiego, obecna wtedy w pałacu, wspomina, że chłopi stali w grobowym milczeniu, a niektóre kobiety zasłaniały sobie oczy chustkami.

## Urodzeni w Srebrzyszczach
- Tadeusz Lechnicki – podpułkownik artylerii Wojska Polskiego, polityk OZN, wiceminister skarbu (1930–1936), poseł na Sejm V kadencji, kawaler Orderu Virtuti Militari.
- Zdzisław Lechnicki – polski działacz społeczny i rolniczy, ziemianin, polityk, poseł na Sejm w II RP[12].
- Felicjan Lechnicki – polski działacz społeczny i rolniczy, ziemianin, polityk, poseł na Sejm i senator w II RP[13].
- Klemens Lechnicki – polski wojskowy, podporucznik piechoty Wojska Polskiego, kawaler Orderu Virtuti Militari[14].

## Pałac
Pałac zbudował w 2 poł. XVIII wieku w miejscu dworu obronnego z XVII wieku miecznik chełmski Józef Łopuski. Niewykluczone, że projektantem pałacu był Paweł Fontana. Wokół założono park w formie ogrodu włoskiego. W 1824 roku wzmiankowano, że pałac jest w złym stanie. Około 1870 roku właścicielami pałacu została rodzina Lechnickich, w której rękach pozostawał do 1945 roku. Pod koniec XIX wieku Lechniccy w trakcie remontu dobudowali dwa tarasy – jeden przed głównym wejściem, drugi od ogrodu. Pałac został zdewastowany podczas działań wojennych w 1944 (zniszczeniu uległo także wyposażenie, w tym bogaty księgozbiór i kolekcja monet) i następnie został opuszczony. Odbudowano go w latach 70. XX wieku na potrzeby szkoły podstawowej działającej w nim od 1980 roku (obecnie zlikwidowanej). Na piętrze znajdują się trzy późnobarokowe kominki z 2. połowy XVIII wieku – dwa w sali balowej, trzeci w przylegającym do niej pokoju. Na parterze dwa, jeden z narożnikami w stylu egipskim. Częściowo zachowała się stara stolarka okienna i drzwiowa oraz posadzki. Park pałacowy obecnie ma powierzchnię około 5 hektarów.
Przed pałacem zlokalizowano pętlę autobusową podmiejskich autobusów Chełmskich Linii Autobusowych.

## Warto zobaczyć
Na polach między Srebrzyszczem a Antoninem znajduje się wojskowy plac ćwiczeń i strzelnica, a na południowym skraju wsi lądowisko sanitarne.